# Хонгурей
Хонгурей (ненец. Хонгурей, рос. Хонгурей) — селище у Заполярному районі Ненецького автономного округу Архангельської області Російської Федерації.
Населення становить 230 осіб (2010). Входить до складу муніципального утворення Пустозерська сільрада.

## Історія
Від 2005 року належить новоутвореного Заполярного району. Згідно із законом від 24 лютого 2005 року органом місцевого самоврядування є Пустозерська сільрада.

## Населення
| 2002 | 2010 |
| ---- | ---- |
| 337  | ↘230 |